# Maestro dell'Altare di Ortenberg
Il Maestro dell'Altare di Ortenberg (fl. XV secolo) è stato un pittore anonimo tedesco attivo a Magonza, durante il primo terzo del XV secolo.
L'anonimo pittore e vetraio tedesco prende il nome dall'Altare della Sacra Stirpe, proveniente dalla chiesa di Ortenberg, nell'Assia superiore, databile tra il 1410 e il 1420 e ora conservato al Museo di Darmstadt; nel pannello centrale è la Madonna col Bambino e sante; sull'anta sinistra, la Natività con sul rovescio l'Angelo annunciante, quest'ultima figura di altra mano forse di bottega e sull'anta destra l'Adorazione dei Magi con sul rovescio la Vergine annunciata.
Gli sono inoltre attribuiti l'Adorazione dei Magi del Museo di Aschaffenburg, la piccola Sacra Stirpe del Museo di Darmstadt, Santa Barbara rifiuta di adorare gli idoli; trenta disegni conservati agli Uffizi, ventuno vetrate provenienti da Partenheim, ora al Museo di Darmstadt, infine un'altra vetrata dell'Altare di Ortenberg, sita nella cappella del castello di Mespelbrunn.

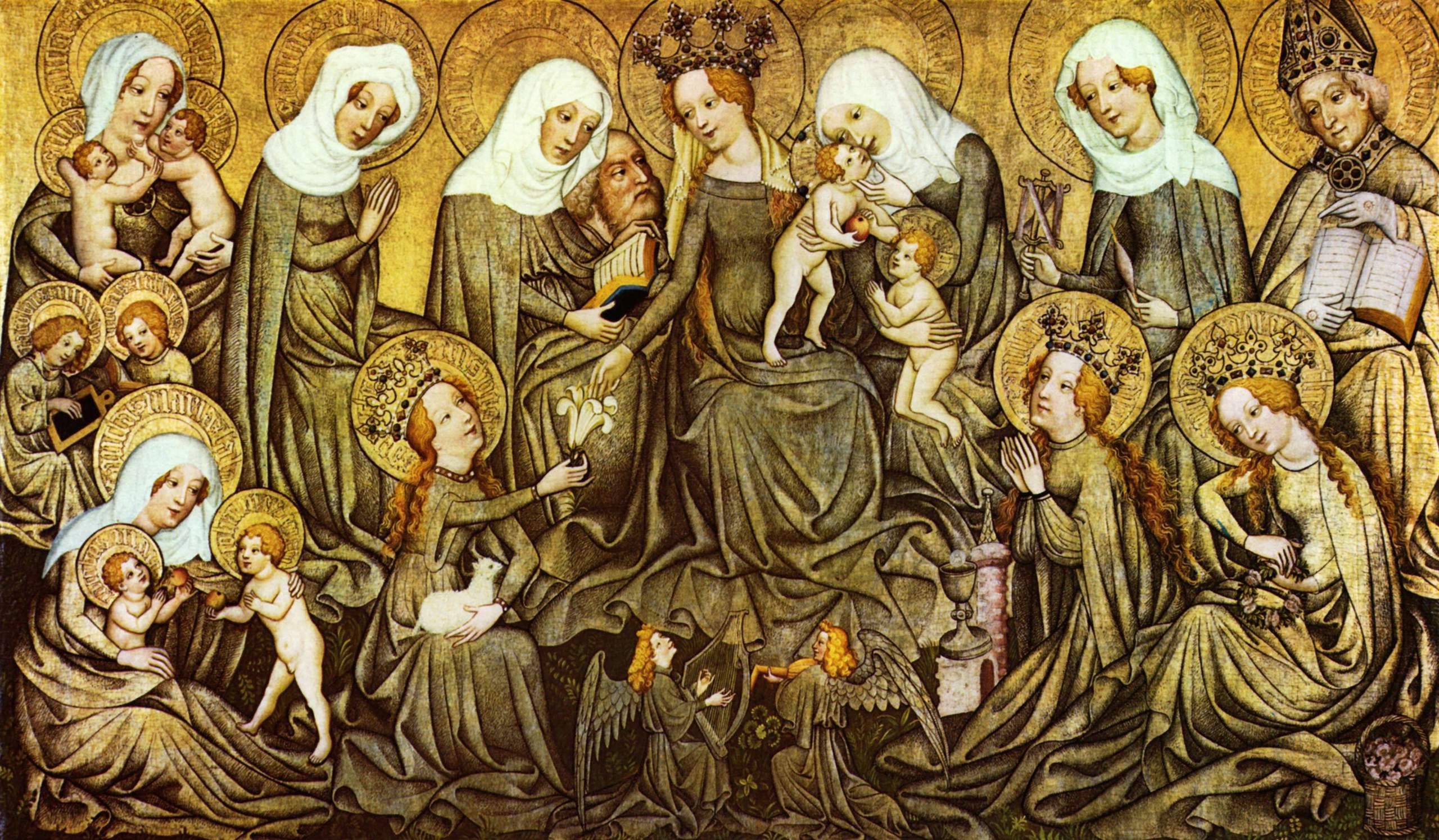
Madonna col Bambino e sante dell'Altare di Ortenberg

| Controllo di autorità | VIAF (EN) 27863632 · CERL cnp00559373 · Europeana agent/base/70 · ULAN (EN) 500021789 · LCCN (EN) n2002011648 · GND (DE) 118580418 |